# Коэффициент разделения
Коэффициент разделения (коэффициент распределения) — концентрационная характеристика фазового превращения или фазового равновесия двух- или многокомпонентного вещества. Термин введен около 1950 г. для рассмотрения процессов с фазовым превращением и массообменом (дистилляция, сублимация, кристаллизация, жидкостная экстракция и некоторые другие) как технологических процессов разделения и рафинирования двух- и многокомпонентных веществ. В первую очередь рассматриваются так называемые равновесный и эффективный коэффициенты разделения (распределения). 
В случае равновесия фаз с концентрациями С1 и С2 второго компонента в этих фазах равновесный  коэффициент разделения k0=С2/С1. Равновесный коэффициент разделения является характеристикой собственно вещества заданного начального состава в рассматриваемом фазовом равновесии (подобно тому как, например, плотность или электропроводность вещества при заданной температуре являются характеристиками вещества заданного состава). (При рассмотрении дистилляции в качестве k0, в силу исторически сложившейся традиции, выбирают С2/С1 или С1/С2 так, чтобы k0 было больше единицы). Разработаны методы измерения k0, собраны экспериментальные данные о k0 для ряда двойных систем - прежде всего, при кристаллизации и дистилляции. Отмечается, что методы измерения k0 не являются простыми, а измерение k0 в двойных системах осложнено тем, что в любой двойной системе присутствуют примеси других компонентов. Прикладываются усилия к созданию расчётных методов определения k0 в системах, если известны свойства компонентов, однако разработанные теории не обеспечивают хорошего совпадения расчётных и экспериментальных значений k0, вследствие чего эти теории используются только для качественного анализа рассматриваемого фазового превращения.
В реальных процессах фазовых превращений фазы не находятся в равновесии между собой. В общем случае распределение второго компонента между двумя контактирующими фазами 2-компонентного вещества характеризуется коэффициентом разделения, зависящем от температуры (т.е. такой коэффициент разделения является характеристикой как вещества, так и особенностей самого процесса превращения).
При сравнении экспериментальных и расчётных значений параметров фазовых превращений используется понятие эффективного коэффициента разделения. Эффективный коэффициент разделения - это число, которое, будучи подставлено в идеализированное (выведенное с некоторыми допущениями) уравнение, описывающее фазовое превращение (например, в уравнение концентрации компонентов в дистилляте в зависимости от степени перегонки или в уравнение распределения компонентов по длине кристалла, получаемого направленной кристаллизацией), вместо входящего в это уравнение равновесного коэффициента разделения, обеспечивает совпадение экспериментальных и расчётных данных. Т. е. эффективный коэффициент разделения связан с теоретической моделью, выбранной для математического описания процесса. В предположении, что в процессе направленного превращения 1-й фазы во 2-ю перемешивание вещества в 1-й фазе происходит только за счёт диффузии, было выведено уравнение Бартона-Прима-Слихтера, связывающее эффективный коэффициент разделения k (как отношение концентрации примеси во 2-й фазе к концентрации примеси в 1-й фазе, вблизи поверхности раздела фаз) с равновесным коэффициентом разделения k0:
k =k0 / [k0 +(1- k0)exp(-vδ/D)],
где v - скорость движения поверхности раздела фаз, δ - толщина пограничного (диффузионного) слоя, D - коэффициент диффузии примеси в жидкости. Если v=0, то k=k0; с ростом vδ/D эффективный коэффициент k изменяется в сторону к единице, причём это тем заметнее, чем больше равновесный коэффициент k0 отличается от единицы.
При рассмотрении фазового превращения с помощью упрощающих допущений применяются и другие коэффициенты разделения. Так, при идеализированном рассмотрении дистилляции вещества, состоящего из двух невзаимодействующих компонентов, учитывается только разница в давлении пара компонентов. При таком рассмотрении т. н. идеальный коэффициент разделения, как легко устанавливается, равен  отношению давления пара чистых компонентов. Установлено, что с величиной идеального коэффициента разделения связана эффективность применения специальных приёмов дистилляции (таких как дистилляция с дополнительным компонентом, дистилляция с конденсацией пара в температурном градиенте и др.): действие специального приёма меньше в системах, в которых идеальный коэффициент разделения ближе к единице. А при рассмотрении процессов на поверхности раздела фаз используют т. н. поверхностный коэффициент разделения.
Как равновесный, так и эффективный коэффициенты разделения могут быть близки к единице или отличаться от единицы, иногда — значительно: при дистилляции равновесный коэффициент разделения может отличаться от единицы на 6 порядков, эффективный — на 4 порядка; при кристаллизации — на 7 порядков (и тот и другой). Идеальный коэффициент разделения может быть близок к единице или отличаться от единицы, иногда значительно - на 10 порядков и более. При дистилляции и высокотемпературной сублимации расхождение между эффективным и идеальным коэффициентами разделения для некоторой примеси может быть как незначительным, так и большим (со значением эффективного коэффициента ближе к единице, чем значение идеального коэффициента); расхождение не превышает одного порядка, если идеальный коэффициент разделения отличается от единицы не более чем на 2 порядка. Есть основания считать, что причиной расхождения эффективного и идеального коэффициентов разделения в испарительных процессах рафинирования (дистилляция и высокотемпературная сублимация) является захват примеси паром основного компонента.
В 2-компонентных системах существует зависимость коэффициентов разделения от концентрации второго компонента, которая, однако уменьшается с уменьшением концентрации второго компонента и становится несущественной в процессах рафинирования при концентрации примеси ~10-2 % и менее.
Коэффициенты разделения при дистилляции или сублимации могут иметь сложную температурную зависимость - в то время как коэффициенты разделения при кристаллизации связаны с температурой кристаллизации. Эффективный коэффициент разделения может иметь временную зависимость или зависимость от степени превращения.
Представления о коэффициенте разделения развиты в основном применительно к дистилляции и к кристаллизации 2-компонентных веществ, а в меньшей мере - к сублимации. Имеется сообщение об измерении коэффициента разделения в системе, претерпевающей фазовое превращение "жидкость - жидкий кристалл". Рассматривался вопрос о взаимосвязи равновесных коэффициентов разделения для разных фазовых превращений одного и того же вещества (прежде всего — для процессов дистилляции и кристаллизации), но такая взаимосвязь не была установлена. Можно отметить, что равновесный коэффициент разделения (как характеристика вещества) и кинетический коэффициент разделения не могут быть определены для процессов фазового превращения, в которых отсутствует поверхность раздела фаз (таких как, например, превращение "газ - плазма"). Однако для таких процессов может использоваться эффективный коэффициент разделения для некоторого выделенного рассматриваемого объёма V2<V внутри объёма V всего вещества, претерпевающего такое фазовое превращение.
Также коэффициент разделения α используется в теории химической очистки веществ - в виде:
α=[Х/(1-Х)] / [х/(1-х)],
где Х и х - мольные или атомные доли примеси в продуктах реакции и в исходном веществе, соответственно. Для двух параллельных обратимых реакций реагента В с веществом, содержащем основу А и примесь А',
ν1А+ν2В=ν3С и
ν'1А'+ν'2В=ν'3С'
с константами равновесия химических реакций К1 и К2 (соответственно) коэффициент α~К2/ К1 и может иметь очень большие значения: например, в процессе гидридной очистки Те от примеси Se α~1011 при температуре Т=300 К, α~108 при Т=400 К и α~103 при Т=1000 К, а в процессе гидридной очистки Sn от примеси C α~1039 при Т=300 К, α~1029 при Т=400 К и α~1010 при Т=1000 К.
Иногда термин "коэффициент разделения" используется при рассмотрении процессов, в которых не происходит фазового превращения (например, таких как термодиффузия, электроперенос и др.). В этих случаях коэффициентом разделения считают отношение концентраций примеси в двух удалённых точках внутри вещества или отношение скоростей потоков 1-го и 2-го компонентов.